# Sidney White

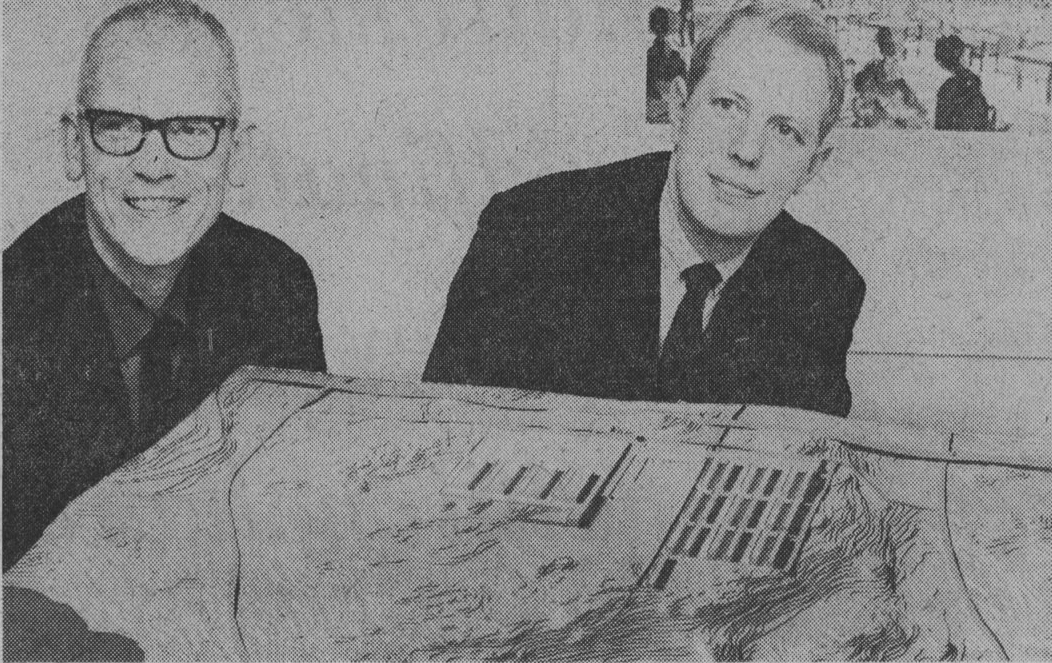
Sidney White och Bruno Alm med vinnande förslaget i arkitekttävlingen om Södertälje sjukhus 1966.

Sidney White, född 30 november 1917 i Göteborgs Vasa församling, död 21 oktober 1982 i Göteborgs domkyrkoförsamling, var en svensk arkitekt. White grundade White arkitekter, ett av Sveriges största arkitektkontor.

## Biografi
White, som var son till köpman John White och Dora Carlberg, växte upp med tre bröder i Göteborg. Han var bror till Gayler White och gift med konstnären Eva White. Fadern tjänade betydande summor på handel med trävaror till Storbritannien. Sidney White tog realexamen på Östra realskolan i Göteborg och utexaminerades från Kungliga Tekniska högskolan 1947. Han hade också studerat till byggnadsingenjör på Stockholms tekniska institut.
Han var anställd på Gunnar Wejkes arkitektkontor Wejke & Ödéen och stadsplanekontoret i Göteborg 1947–1951. Han bedrev egen arkitektverksamhet tillsammans med Per-Axel Ekholm från 1951. De startade Ekholm och White Arkitektkontor AB 1957, vilket efter Ekholms utträde blev  White Arkitekter AB 1959, företaget räknar dock sitt ursprung från 1951. White ritade bland annat bostadsområden i Göteborg och Örebro samt mentalsjukhus i Göteborg.
År 1950 anordnades en arkitekttävling för att bestämma hur Baronbackarna i Örebro skulle se ut som blev ett av Whites tidiga framgångar. Tävlingen vanns genom Sidney White och Per-Axel Ekholm och hade mottot "Du får leka på våran gård". Här skulle det prövas ett nytt koncept, där barnfamiljens behov stod i centrum. Det skulle finnas bilfria innergårdar och det skulle vara nära till skolor och affärer.